# Scottish League Two
La Scottish League Two, hasta la temporada 2012-13 llamada Tercera División de Escocia (en inglés: Scottish Football League Third Division), es la cuarta categoría en el sistema de liga de fútbol escocés, tras la Scottish Premiership la Scottish Championship y la Scottish League One.
Esta división consta de diez equipos y cada final de temporada el equipo vencedor asciende a la Scottish League One, siempre que su estadio cumpla con los criterios exigidos. El último club clasificado disputa un playoffs por un posible descenso a la Highland Football League.
Esta liga se juega cada temporada en enfrentamientos todos contra todos a cuatro vueltas.

## Equipos temporada 2025-26
| Equipo          | Ciudad        | Estadio                    | Capacidad |
| --------------- | ------------- | -------------------------- | --------- |
| Annan Athletic  | Annan         | Galabank                   | 2.504     |
| Clyde           | Cumbernauld   | New Douglas Park           | 6.018     |
| Dumbarton       | Dumbarton     | Dumbarton Football Stadium | 2.020     |
| East Kilbride   | East Kilbride | K-Park Training Academy    | 700       |
| Edinburgh City  | Edimburgo     | Meadowbank Stadium         | 7.500     |
| Elgin City      | Elgin         | Borough Briggs             | 4.520     |
| Forfar Athletic | Forfar        | Station Park               | 6.777     |
| Spartans        | Edinburgh     | Ainslie Park               | 3.534     |
| Stirling Albion | Stirling      | Forthbank Stadium          | 3.808     |
| Stranraer       | Stranraer     | Stair Park                 | 4.178     |

## Palmarés
| Temporada                               | Campeón                                 | Subcampeón                              |
| Scottish Football League Third Division | Scottish Football League Third Division | Scottish Football League Third Division |
| --------------------------------------- | --------------------------------------- | --------------------------------------- |
| 1994–95                                 | Forfar Athletic                         | Montrose                                |
| 1995–96                                 | Livingston                              | Brechin City                            |
| 1996–97                                 | Inverness Caledonian Thistle            | Forfar Athletic                         |
| 1997–98                                 | Alloa Athletic                          | Arbroath                                |
| 1998–99                                 | Ross County                             | Stenhousemuir                           |
| 1999–00                                 | Queen's Park                            | Berwick Rangers                         |
| 2000–01                                 | Hamilton Academical                     | Cowdenbeath                             |
| 2001–02                                 | Brechin City                            | Dumbarton                               |
| 2002–03                                 | Greenock Morton                         | East Fife                               |
| 2003–04                                 | Stranraer                               | Stirling Albion                         |
| 2004–05                                 | Gretna                                  | Peterhead                               |
| 2005–06                                 | Cowdenbeath                             | Berwick Rangers                         |
| 2006–07                                 | Berwick Rangers                         | Arbroath                                |
| 2007–08                                 | East Fife                               | Stranraer                               |
| 2008–09                                 | Dumbarton                               | Cowdenbeath                             |
| 2009–10                                 | Livingston                              | Forfar Athletic                         |
| 2010–11                                 | Arbroath                                | Albion Rovers                           |
| 2011–12                                 | Alloa Athletic                          | Queen's Park                            |
| 2012–13                                 | Rangers                                 | Peterhead                               |
| Scottish League Two                     |                                         |                                         |
| 2013–14                                 | Peterhead                               | Annan Athletic                          |
| 2014–15                                 | Albion Rovers                           | Queen's Park                            |
| 2015–16                                 | East Fife                               | Elgin City                              |
| 2016–17                                 | Arbroath                                | Forfar Athletic                         |
| 2017–18                                 | Montrose                                | Peterhead                               |
| 2018–19                                 | Peterhead                               | Clyde                                   |
| 2019–20                                 | Cove Rangers                            | Edinburgh City                          |
| 2020–21                                 | Queen's Park                            | Edinburgh City                          |
| 2021–22                                 | Kelty Hearts                            | Forfar Athletic                         |
| 2022–23                                 | Stirling Albion                         | Dumbarton                               |
| 2023–24                                 | Stenhousemuir                           | Peterhead                               |
| 2024–25                                 | Peterhead                               | East Fife                               |

## Títulos por club
- 21 clubes diferentes han ganado el cuarto nivel del fútbol escocés desde que se creó en la temporada 1994-95.
| Club                         | Campeón | Subcampeón | Años campeón |
| ---------------------------- | ------- | ---------- | ------------ |
| Peterhead                    | 2       | 4          | 2014, 2019   |
| Arbroath                     | 2       | 2          | 2011, 2017   |
| Queen's Park                 | 2       | 2          | 2000, 2021   |
| East Fife                    | 2       | 1          | 2008, 2016   |
| Alloa Athletic               | 2       | —          | 1998, 2012   |
| Livingston                   | 2       | —          | 1995, 2010   |
| Forfar Athletic              | 1       | 4          | 1995         |
| Berwick Rangers              | 1       | 2          | 2007         |
| Cowdenbeath                  | 1       | 2          | 2006         |
| Dumbarton                    | 1       | 2          | 2009         |
| Albion Rovers                | 1       | 1          | 2015         |
| Brechin City                 | 1       | 1          | 2002         |
| Montrose                     | 1       | 1          | 2018         |
| Stranraer                    | 1       | 1          | 2004         |
| Stirling Albion              | 1       | 1          | 2023         |
| Stenhousemuir                | 1       | 1          | 2024         |
| Cove Rangers                 | 1       | —          | 2020         |
| Greenock Morton              | 1       | —          | 2003         |
| Gretna                       | 1       | —          | 2005         |
| Hamilton Academical          | 1       | —          | 2001         |
| Inverness Caledonian Thistle | 1       | —          | 1997         |
| Rangers                      | 1       | —          | 2013         |
| Ross County                  | 1       | —          | 1999         |
| Kelty Hearts                 | 1       | —          | 2022         |
| Edinburgh City               | —       | 2          |              |
| Annan Athletic               | —       | 1          |              |
| Elgin City                   | —       | 1          |              |
| Clyde                        | —       | 1          |              |